# Komodo nationalpark
Komodo nationalpark är belägen på fyra vulkaniska öar i Indonesien, mellan öarna Flores och Sumbawa. Nationalparken omfattar totalt 2193,22 km² och den största ön är Komodo.
Komodo nationalpark ligger ungefär 80 meter över havet.
Området är ett av Indonesiens torraste och den årliga nederbördsmängden är i genomsnitt mellan 800 och 1 000 mm. De största regnmängderna kommer under monsunen mellan november och april. Då är den genomsnittliga temperaturen lägre än under resten av året, då den är omkring 40 °C. Omkring 70% av nationalparkens yta består av savann, där det dominerande trädet är palmarten Borassus flabellifer som förekommer i glesa bestånd eller som enstaka träd.

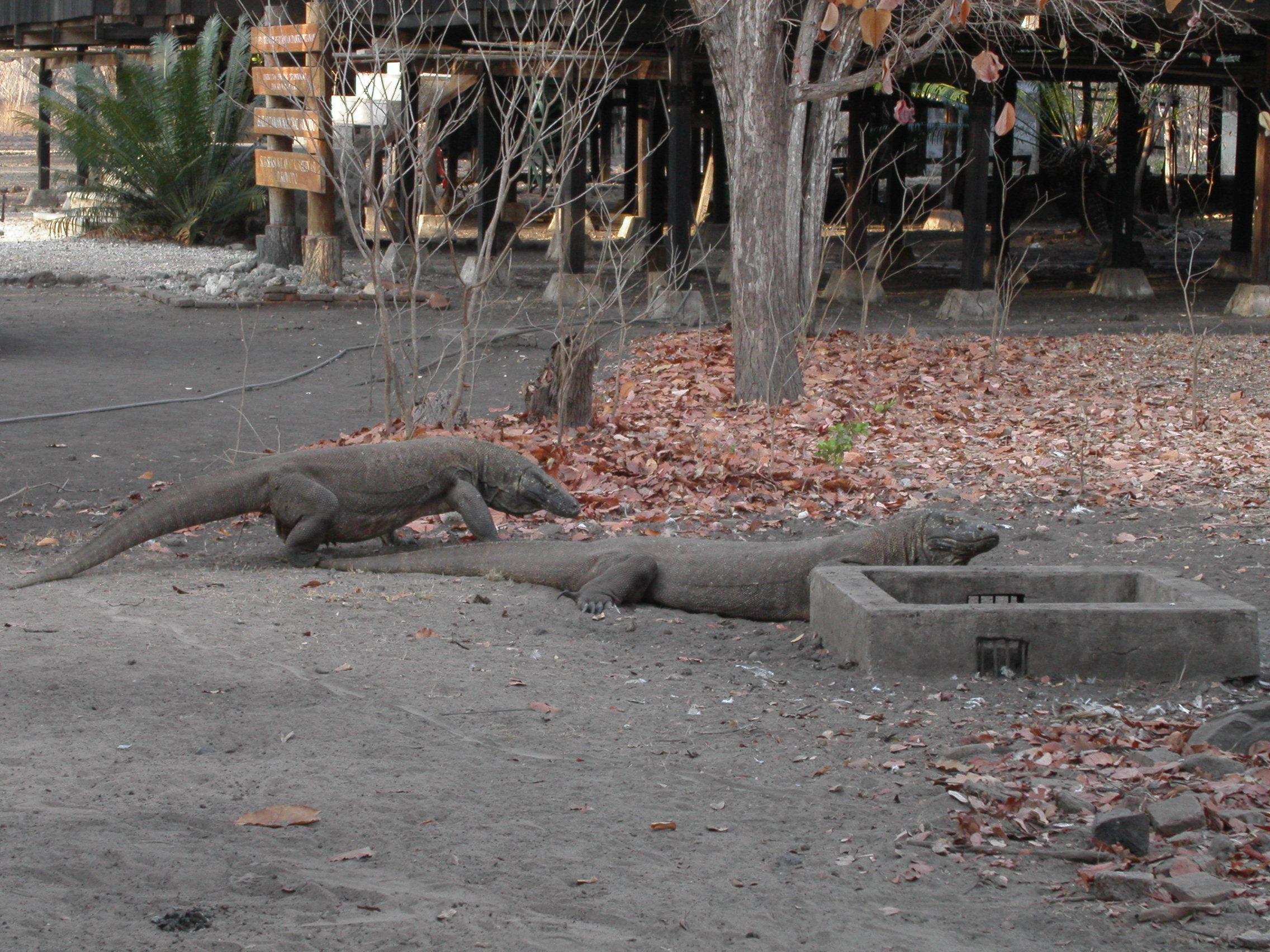
Komodovaraner

Nationalparken är mest känd för komodovaranen (Varanus komodoensis), världens största, nu levande ödla. Uppskattningsvis finns det 5 700 individer av denna art och den är endemisk. Därför är den intressant för forskare som studerar evolutionen. I havet utanför öarna finns korallrev och bland de många djurarterna finns blåval (Balaenoptera musculus), kaskelot (Physeter catodon) och flera arter av delfin och sköldpadda.
Eftersom öarna har ett strategiskt läge, gott om skyddade vikar och sötvattenkällor har de troligen varit bebodda av människor under lång tid. På ön Komodo har man funnit neolitiska gravar, föremål och megaliter.
Komodo nationalpark upptogs på Unescos världsarvslista 1991.